# Carex meihsienica
Carex meihsienica är en halvgräsart som beskrevs av Kun Tsun Fu. Carex meihsienica ingår i släktet starrar, och familjen halvgräs. Inga underarter finns listade i Catalogue of Life.